# Hajnalka Szabados
Hajnalka Szabados (* 2. August 1973 in Pécs; † Mai 2021) war eine ungarische Judoka und Judotrainerin.

## Leben
Hajnalka Szabados besuchte ein Gymnasium in Pécs, an dem sie 1991 ihr Abitur machte. 1987 trat sie in die Judoabteilung des Vereins Pécsi Vasutas Sportkör (PVSK) ein und wurde dort von László Szakács, Tamás Fekete und Balázs Kovács trainiert.
1987 wurde sie nationale Meisterin in der 66-Kilogramm-Gewichtsklasse bei der ungarischen Jugendmeisterschaft in Kaposvár. 1988 belegte sie bei der nationalen Meisterschaft den zweiten Platz unter den Jugendkonkurrenten. Ein Jahr später gewann sie die ungarische Meisterschaft der Erwachsenen in der 72-Kilogramm-Gewichtsklasse, die in der Olympiahalle in Budapest ausgetragen wurde, und 1990 gewann sie den Ungarn-Cup (Magyar Kupa). Sie war Mitglied der ungarischen Nationalmannschaft und arbeitete später als Trainerin bei dem Verein PVSK.
Hajnalka Szabados starb im Alter von 47 Jahren und wurde am 5. Juni 2021 in Pécs auf dem zentralen Friedhof beerdigt.